# 矢本駅
矢本駅（やもとえき）は、宮城県東松島市矢本字河戸にある、東日本旅客鉄道（JR東日本）仙石線の駅である。

## 歴史
- 1928年（昭和3年）11月22日：宮城電気鉄道の駅として開業する[3]。
- 1944年（昭和19年）5月1日：宮城電気鉄道が国有化され、運輸通信省の駅となる。
- 1955年（昭和30年）3月：駅本屋を改築する[4]。
- 1971年（昭和46年）4月1日：貨物の取り扱いを廃止[3]。
- 1984年（昭和59年）2月1日：荷物の扱いを廃止[3]。
- 1987年（昭和62年）4月1日：国鉄分割民営化により、東日本旅客鉄道（JR東日本）の駅となる[3]。
- 2003年（平成15年）
  - 6月26日：自動改札を導入[新聞 1]。
  - 10月26日：ICカード「Suica」の利用が可能となる[報道 1]。
  - 11月1日：管理区分見直しにより、管理駅となる（以前は石巻駅長管理下）。
- 2011年（平成23年）
  - 3月11日：東北地方太平洋沖地震とそれに伴う大津波の影響により、全線で不通となる。
  - 7月16日：当駅 - 石巻駅間で運転を再開[新聞 2]。当駅を出入口とするスタフ閉塞式を施行するため、運転要員を配置する（当務駅長＝運転担当社員1名および日勤の窓口担当社員1名の出面）。2番線のみ使用再開する（のちに1番線も使用再開）。
- 2012年（平成24年）
  - 3月17日：当駅 - 陸前小野駅間で運転を再開[5][新聞 3]。これに伴い陸前小野駅 - 石巻駅間を一閉塞とし、石巻駅を起点とするスタフ閉塞式となったことから、当駅での閉塞扱いはなくなる。ただし、当駅の前後に踏切があり、当駅折り返しと陸前小野駅までの列車では取り扱いが異なることから、引続き運転担当社員の配置を継続。交換設備は使用を停止する。
  - 11月下旬：陸前小野駅 - 陸前山下駅間の自動閉塞式（特殊）の使用を再開。当駅の交換設備も再び使用出来るようになる。運転担当社員の配置は終了する。
- 2015年（平成27年）
  - 5月30日：同日運行開始の仙石東北ラインの全列車停車駅となる[報道 2]。
  - 10月1日：業務委託化に伴い、矢本駅長を廃止する。
- 2024年（令和6年）10月1日：えきねっとQチケのサービスを開始[1][報道 3]。

## 駅構造
島式ホーム1面2線を有する地上駅である。ホームへは構内踏切で連絡している。貨物列車が走っていた名残から、他の仙石線の駅と比べて副本線が長い。
石巻駅が管理する業務委託駅（JR東日本東北総合サービスが受託）である。直営駅時代は管理駅として、陸前大塚駅 - 陸前赤井駅の各駅を管理していた。みどりの窓口、自動券売機、自動改札機（Suica、えきねっとQチケ対応）が設置されている。また、駅待合室に図書コーナーがある。
かつては当駅の石巻方から航空自衛隊松島基地へ至る専用線が分岐していた。跡地は遊歩道として整備されている。
東日本大震災に伴う不通時、全線開通前は松島海岸行きの代行バスとは当駅で連絡していた。普通乗車券・回数券を利用して鉄道とバスを乗り継ぐ場合は有人通路を利用することになっていた。バス誘導や旅客案内の業務は東北総合サービス（矢本駅代行バスセンター）に委託していた。

### のりば
| 番線 | 路線                            | 方向 | 行先               |
| ---- | ------------------------------- | ---- | ------------------ |
| 1    | ■仙石線                         | 上り | 松島海岸・仙台方面 |
| 1    | ■仙石東北ライン                 | 上り | 仙台方面           |
| 2    | ■仙石線 （■仙石東北ライン含む） | 下り | 石巻方面           |
| 2    | ■仙石線                         | 上り | 松島海岸・仙台方面 |
| 2    | ■仙石東北ライン                 | 上り | 仙台方面           |

- 1番線は対向列車がある場合に使用する。

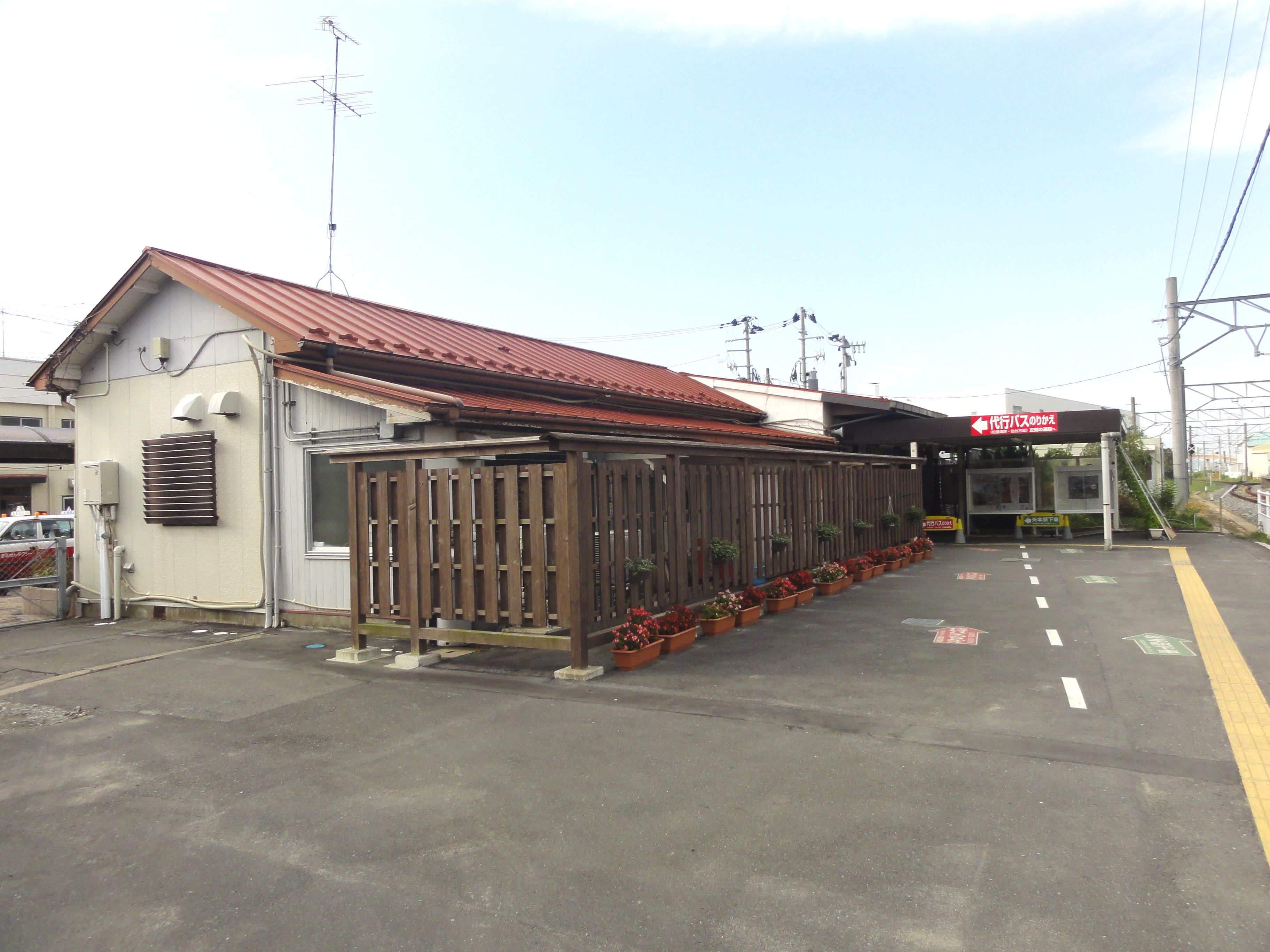
線路側から見た駅舎（2012年9月）
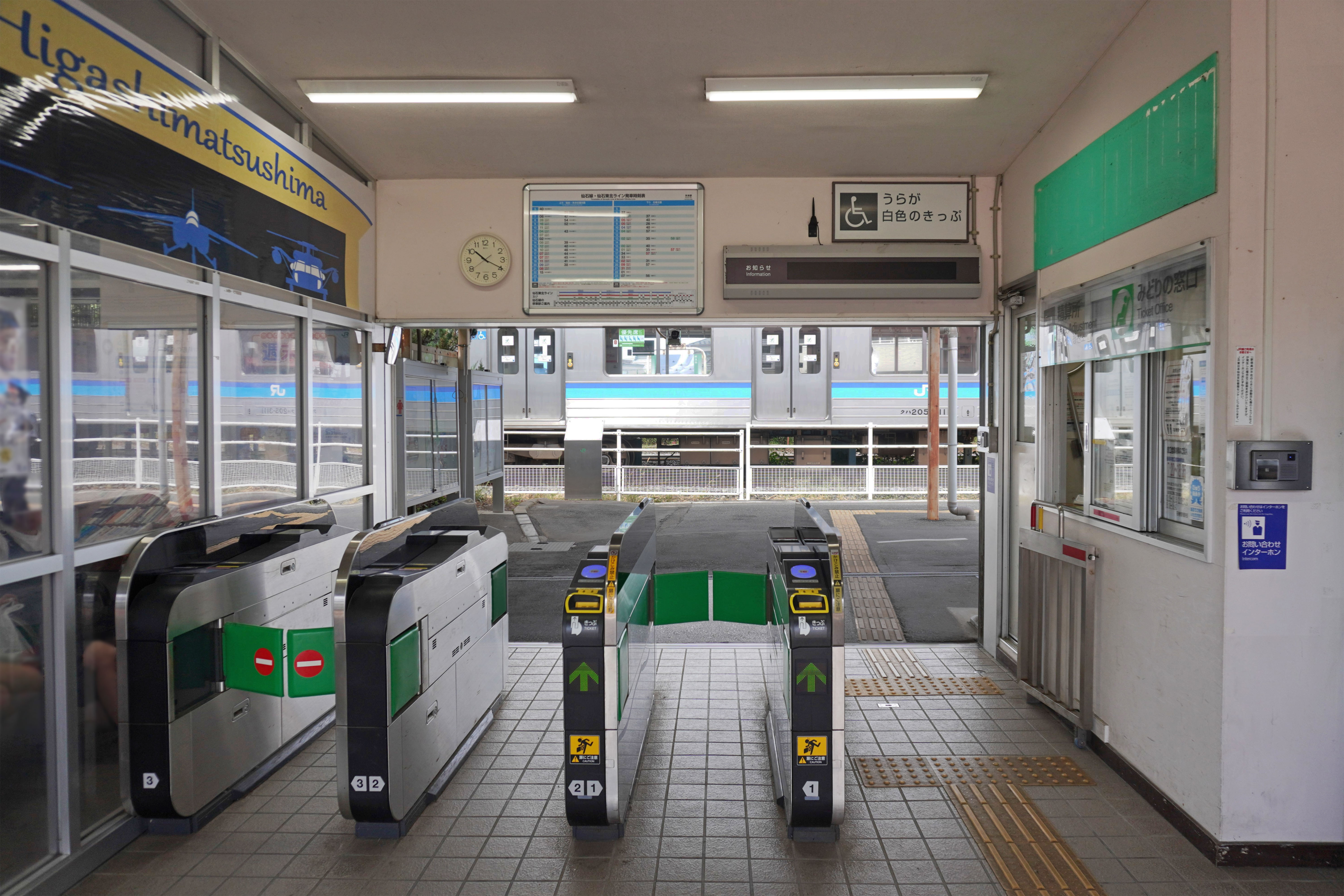
改札口（2023年8月）
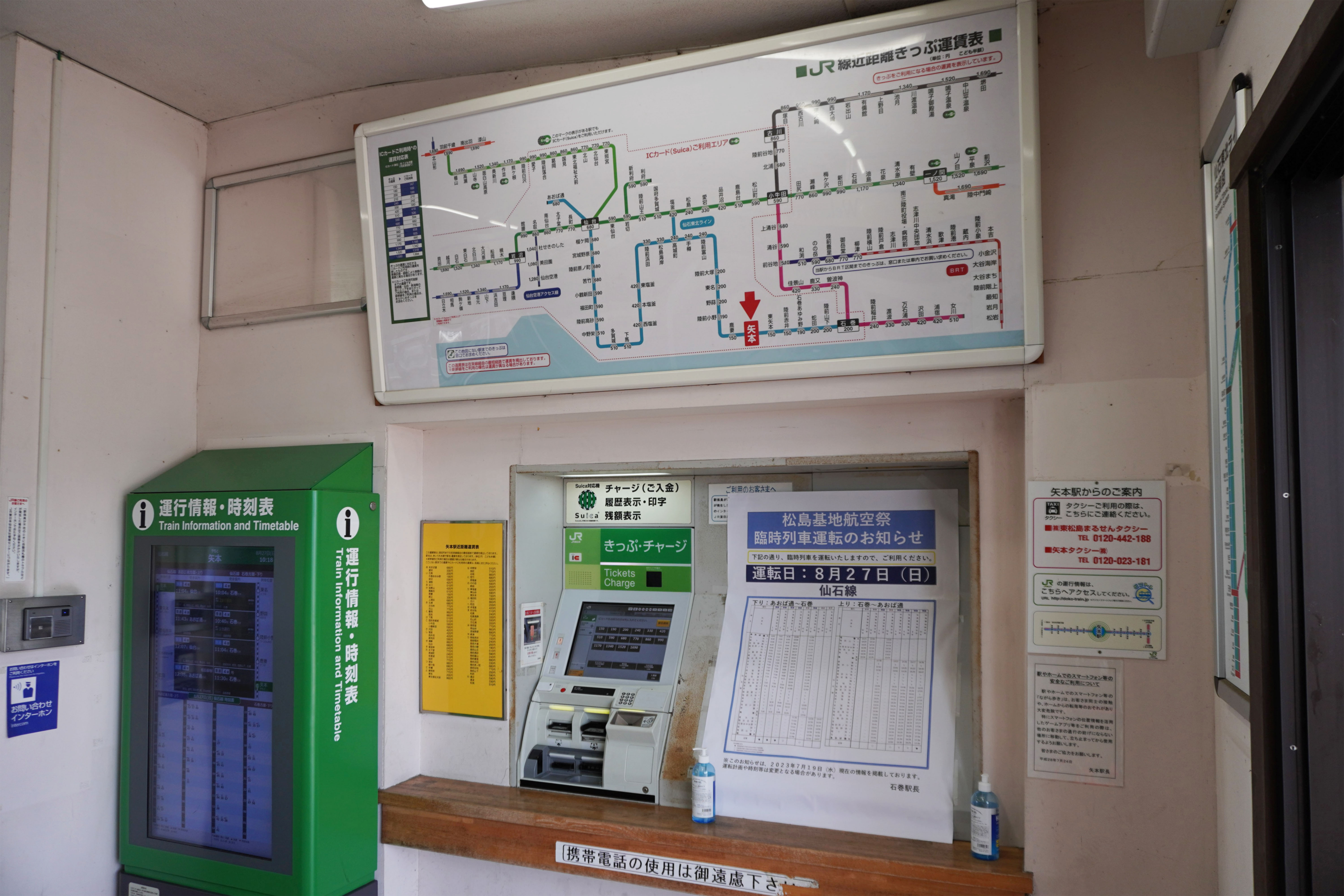
自動券売機（2023年8月）
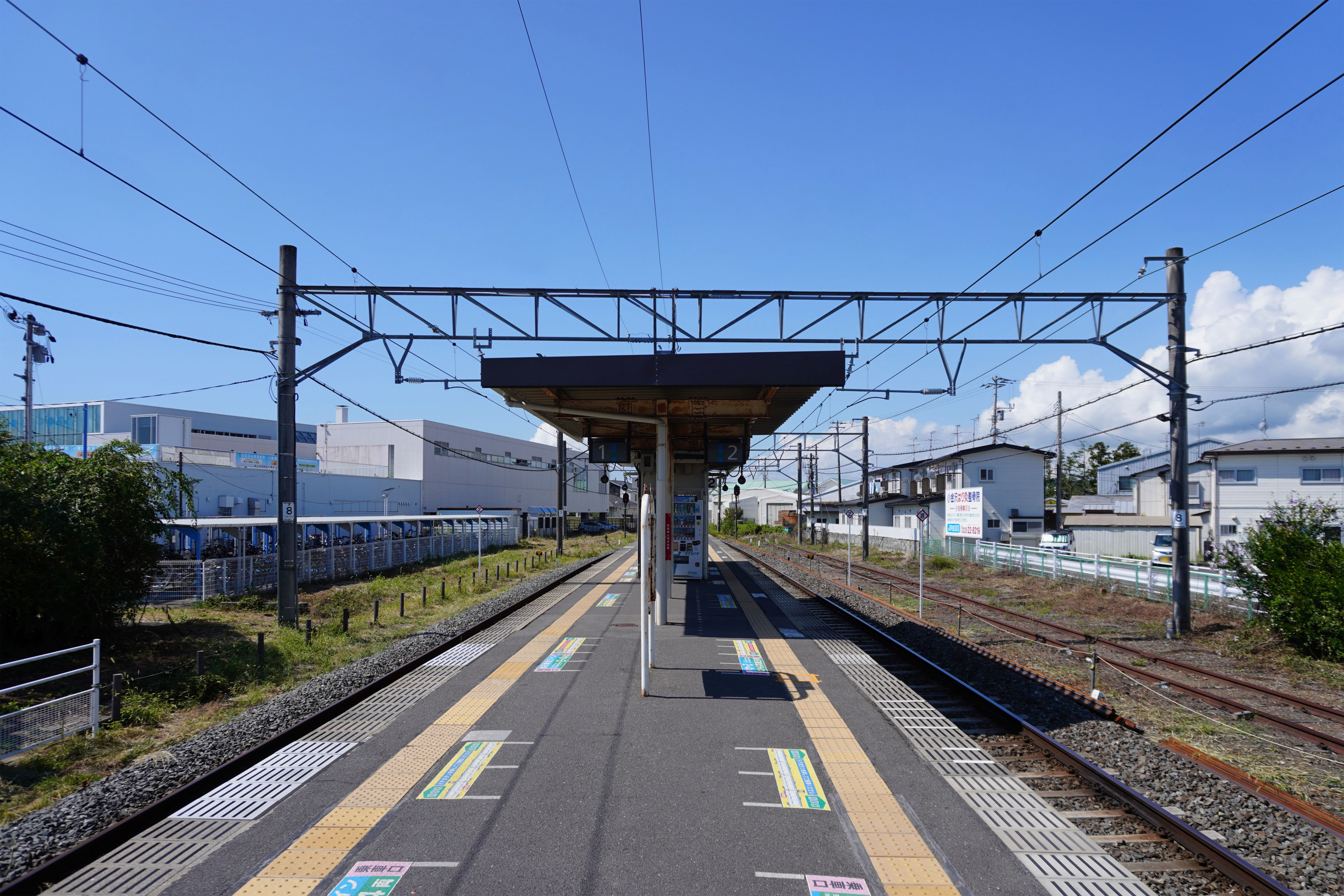
ホーム（2023年8月）
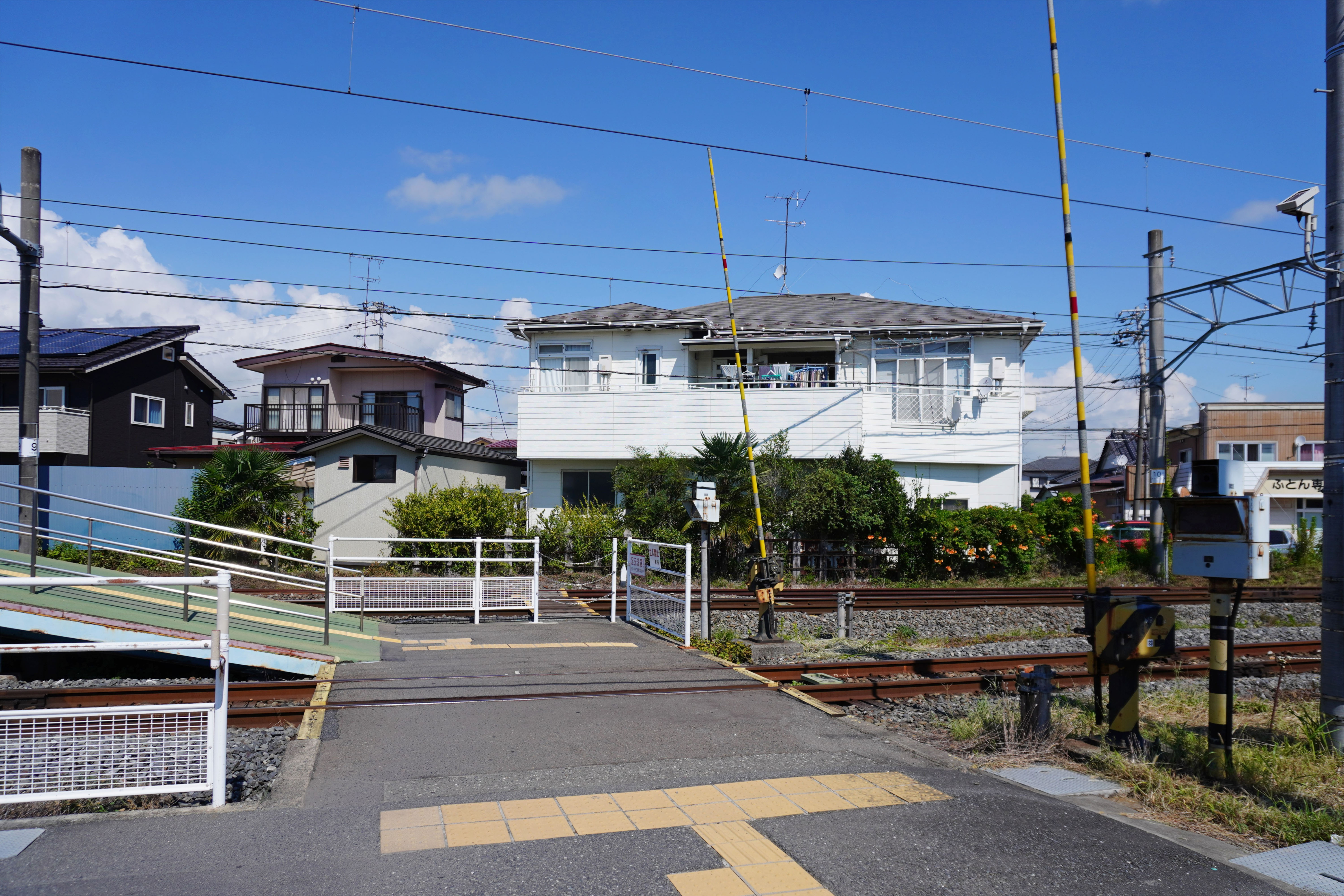
構内踏切（2023年8月）
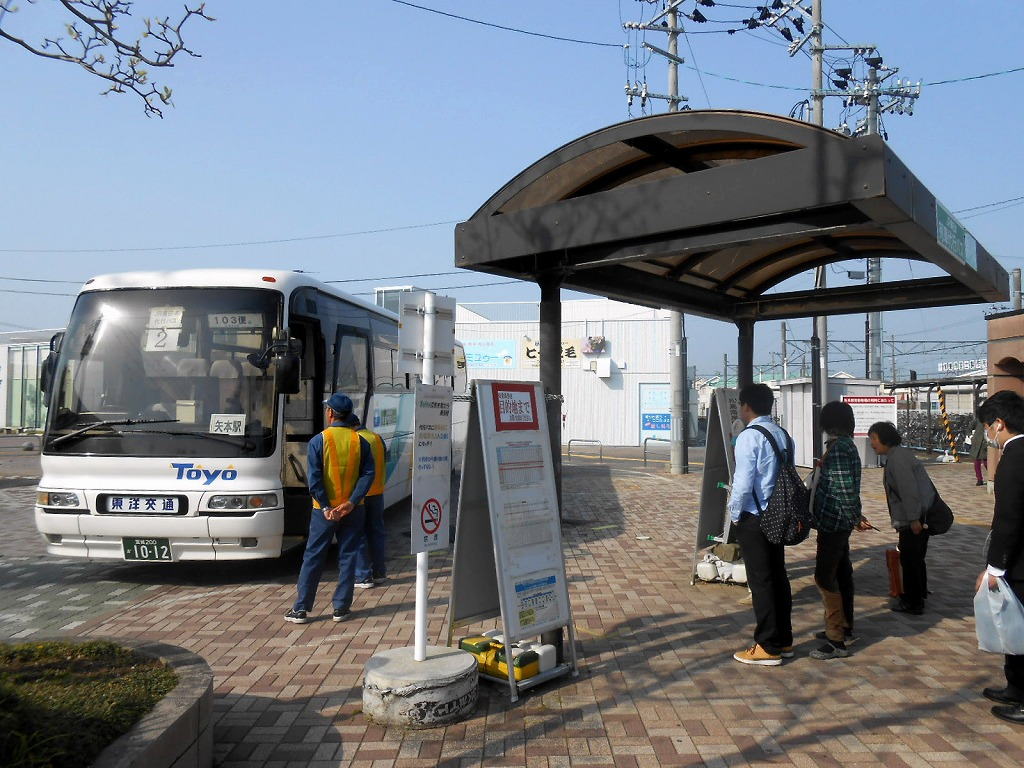
代行バスのりば（2015年5月）

## 利用状況
JR東日本によると、2023年度（令和5年度）の1日平均乗車人員は1,121人である。
2000年度（平成12年度）以降の推移は以下の通りである。
| 1日平均乗車人員推移 | 1日平均乗車人員推移 | 1日平均乗車人員推移 | 1日平均乗車人員推移 | 1日平均乗車人員推移 |
| 年度                | 定期外              | 定期                | 合計                | 出典                |
| ------------------- | ------------------- | ------------------- | ------------------- | ------------------- |
| 2000年（平成12年）  |                     |                     | 1,391               | [ 利用客数 2 ]      |
| 2001年（平成13年）  |                     |                     | 1,363               | [ 利用客数 3 ]      |
| 2002年（平成14年）  |                     |                     | 1,361               | [ 利用客数 4 ]      |
| 2003年（平成15年）  |                     |                     | 1,322               | [ 利用客数 5 ]      |
| 2004年（平成16年）  |                     |                     | 1,282               | [ 利用客数 6 ]      |
| 2005年（平成17年）  |                     |                     | 1,256               | [ 利用客数 7 ]      |
| 2006年（平成18年）  |                     |                     | 1,208               | [ 利用客数 8 ]      |
| 2007年（平成19年）  |                     |                     | 1,168               | [ 利用客数 9 ]      |
| 2008年（平成20年）  |                     |                     | 1,125               | [ 利用客数 10 ]     |
| 2009年（平成21年）  |                     |                     | 1,069               | [ 利用客数 11 ]     |
| 2010年（平成22年）  |                     |                     | 1,020               | [ 利用客数 12 ]     |
| 2011年（平成23年）  | 非公表              | 非公表              | 非公表              |                     |
| 2012年（平成24年）  | 225                 | 552                 | 777                 | [ 利用客数 13 ]     |
| 2013年（平成25年）  | 231                 | 574                 | 806                 | [ 利用客数 14 ]     |
| 2014年（平成26年）  | 225                 | 566                 | 792                 | [ 利用客数 15 ]     |
| 2015年（平成27年）  | 338                 | 710                 | 1,049               | [ 利用客数 16 ]     |
| 2016年（平成28年）  | 372                 | 773                 | 1,145               | [ 利用客数 17 ]     |
| 2017年（平成29年）  | 395                 | 811                 | 1,207               | [ 利用客数 18 ]     |
| 2018年（平成30年）  | 380                 | 835                 | 1,216               | [ 利用客数 19 ]     |
| 2019年（令和元年）  | 379                 | 849                 | 1,228               | [ 利用客数 20 ]     |
| 2020年（令和02年）  | 206                 | 670                 | 876                 | [ 利用客数 21 ]     |
| 2021年（令和03年）  | 233                 | 719                 | 953                 | [ 利用客数 22 ]     |
| 2022年（令和04年）  | 294                 | 759                 | 1,053               | [ 利用客数 23 ]     |
| 2023年（令和05年）  | 332                 | 789                 | 1,121               | [ 利用客数 1 ]      |

## 駅周辺
駅周辺には商店街が形成され、7商店会が組織されている。

### 駅南側
公共施設など
- 東松島市健康増進センター「ゆぷと」 - 駅前に所在。温泉・トレーニングジム・プールなどがある。
  - まちんど - 東松島市のアンテナショップ。
- 蔵しっくパーク（くらっぱ） - 市民交流支援施設。飲食・貸館等。
- 航空自衛隊松島基地
- 石巻警察署矢本交番

金融機関など
- 日本郵便矢本郵便局
- 石巻信用金庫矢本支店
- 七十七銀行矢本支店

その他
- 東松島市商工会
- ヨークベニマル矢本店
- フレスコキクチ矢本店
- 国道45号

### 駅北側
公共施設など
- 東松島市役所（旧 矢本町役場）
- 東松島市図書館
- 東松島市民体育館

文教施設
- 宮城県東松島高等学校
- 東松島市立矢本第一中学校
- 東松島市立矢本西小学校

その他
- ビジネスホテル フォーシーズン矢本
- バリュー・ザ・ホテル東松島矢本
- イオンタウン矢本

## 隣の駅
東日本旅客鉄道（JR東日本）
■仙石線
■普通
鹿妻駅 - 矢本駅 - 東矢本駅
■■仙石東北ライン
■特別快速
高城町駅 - 矢本駅 - 石巻駅
■快速（赤快速）・■快速（緑快速）
陸前小野駅 - 矢本駅 - 陸前赤井駅

### 記事本文

#### 報道発表資料
1. ↑  『2003年10月26日（日）仙台エリアSuica（スイカ）デビュー!』（PDF）（プレスリリース）東日本旅客鉄道、2003年8月21日。オリジナルの2020年5月26日時点におけるアーカイブ。2020年5月26日閲覧。
2. ↑  『2015年5月ダイヤ改正について』（PDF）（プレスリリース）東日本旅客鉄道仙台支社、2015年2月26日。オリジナルの2016年3月13日時点におけるアーカイブ。2015年3月1日閲覧。
3. ↑  『Suicaエリア外もチケットレスで! 東北エリアから「えきねっとQチケ」がはじまります』（PDF）（プレスリリース）東日本旅客鉄道、2024年7月11日。オリジナルの2024年7月11日時点におけるアーカイブ。2024年8月11日閲覧。

#### 新聞記事
1. ↑  「仙台圏 JR在来線 41駅 自動改札でスイスイ 8月完了」『河北新報』河北新報社、2003年6月6日、夕刊、1面。
2. ↑  「復旧、待ってました 仙台-石巻、部分開通 津波被害のJR仙石線」『朝日新聞』朝日新聞社、2011年7月16日、東京夕刊、11面。
3. ↑  「JR2線 区間運行開始」『読売新聞』読売新聞東京本社、2012年3月18日、東京朝刊、31面。
4. ↑  「にぎわい創出へ 商店街に国旗123本 東松島」『石巻かほく』2019年5月2日。2020年5月13日閲覧。[リンク切れ]

### 利用状況
1. 1 2  “各駅の乗車人員（2023年度）”.   東日本旅客鉄道. 2024年7月23日閲覧。
2. ↑  “各駅の乗車人員（2000年度）”.   東日本旅客鉄道. 2019年2月8日閲覧。
3. ↑  “各駅の乗車人員（2001年度）”.   東日本旅客鉄道. 2019年2月8日閲覧。
4. ↑  “各駅の乗車人員（2002年度）”.   東日本旅客鉄道. 2019年2月8日閲覧。
5. ↑  “各駅の乗車人員（2003年度）”.   東日本旅客鉄道. 2019年2月8日閲覧。
6. ↑  “各駅の乗車人員（2004年度）”.   東日本旅客鉄道. 2019年2月8日閲覧。
7. ↑  “各駅の乗車人員（2005年度）”.   東日本旅客鉄道. 2019年2月8日閲覧。
8. ↑  “各駅の乗車人員（2006年度）”.   東日本旅客鉄道. 2019年2月8日閲覧。
9. ↑  “各駅の乗車人員（2007年度）”.   東日本旅客鉄道. 2019年2月8日閲覧。
10. ↑  “各駅の乗車人員（2008年度）”.   東日本旅客鉄道. 2019年2月8日閲覧。
11. ↑  “各駅の乗車人員（2009年度）”.   東日本旅客鉄道. 2019年2月8日閲覧。
12. ↑  “各駅の乗車人員（2010年度）”.   東日本旅客鉄道. 2019年2月8日閲覧。
13. ↑  “各駅の乗車人員（2012年度）”.   東日本旅客鉄道. 2019年2月8日閲覧。
14. ↑  “各駅の乗車人員（2013年度）”.   東日本旅客鉄道. 2019年2月8日閲覧。
15. ↑  “各駅の乗車人員（2014年度）”.   東日本旅客鉄道. 2019年2月8日閲覧。
16. ↑  “各駅の乗車人員（2015年度）”.   東日本旅客鉄道. 2019年2月8日閲覧。
17. ↑  “各駅の乗車人員（2016年度）”.   東日本旅客鉄道. 2024年10月6日閲覧。
18. ↑  “各駅の乗車人員（2017年度）”.   東日本旅客鉄道. 2019年2月8日閲覧。
19. ↑  “各駅の乗車人員（2018年度）”.   東日本旅客鉄道. 2019年7月18日閲覧。
20. ↑  “各駅の乗車人員（2019年度）”.   東日本旅客鉄道. 2020年7月12日閲覧。
21. ↑  “各駅の乗車人員（2020年度）”.   東日本旅客鉄道. 2021年7月26日閲覧。
22. ↑  “各駅の乗車人員（2021年度）”.   東日本旅客鉄道. 2022年8月10日閲覧。
23. ↑  “各駅の乗車人員（2022年度）”.   東日本旅客鉄道. 2023年7月13日閲覧。